# Concordia (forskningsstation)

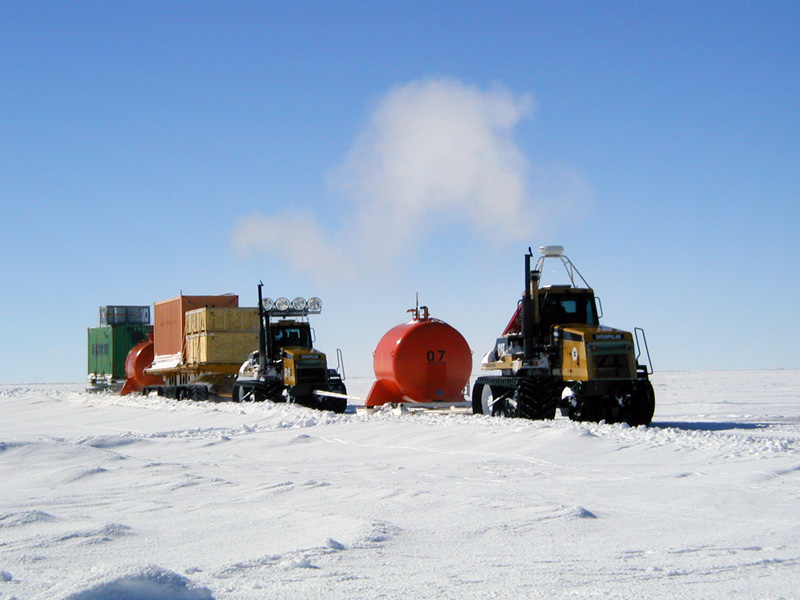
Del av en transport som för med sig bränsle, mat och andra förnödenheter från Dumont d'Urville till Dome C (januari 2005).

Concordia är en fransk-italiensk forskningsstation som befinner sig vid Dome C på Antarktisplatån. Den invigdes 1997, och kan sedan 2005 även användas under vinterhalvåret. Den är därmed en av endast tre forskningsstationer i Antarktis inre som är aktiva året om (de andra är amerikanska Amundsen–Scott-basen och ryska Vostok).

## Mänsklig biologi och medicin
På Concordia uppstår många påfrestningar som motsvarar de som uppstår under långvariga rymduppdrag, särskilt extrem isolering och instängshetskänsla, och fungerar därför som en användbar plattform för forskning som är relevant för rymdmedicin. Under vintern isoleras besättningen från omvärlden utan transport och med begränsad kommunikation
i 9 månader och lever en lång period i fullständigt mörker, på en höjd nästan motsvarande 4 000 meter vid ekvatorn. Detta skapar fysiologiska och psykologiska påfrestningar på besättningen. Concordia  är särskilt användbar för att studera kronisk hypobarisk hypoxi, stress sekundär till instänghet och isolering, dygnsrytm och sömnstörning, individuell psykologi och socialpsykologi, telemedicin och astrobiologi. Concordiastationen har föreslagits som en av de lämpliga landbaserade verklighetsnära  övningsplatserna för långvariga rymduppdrag långt ut i rymden.

## Glaciologi
På 1970-talet gjordes borrningar av iskärnor vid Dome C med fältlag från flera nationer. Under 1990-talet valdes Dome C för djupborrning av iskärnor av European Project for Ice Coring in Antarctica (EPICA). Borrningen vid Dome C började 1996 och avslutades den 21 december 2004. Den nådde ett borrdjup på 3270,2 meter, 5 meter över berggrunden. Åldern för den äldsta utvunna isen beräknas vara cirka 900 000 år.

## Astronomi
Concordia har identifierats som en lämplig plats för extremt exakta astronomiska observationer. Sikten i den antarktiska atmosfären tillåter observationer av stjärnor även när solen har en höjdvinkel på 38°. Andra fördelar är att den mycket svaga infraröda strålningen, den höga andelen tid utan moln och den låga andelen luftpartiklar och damm i atmosfären.
Medianvärdet för seeing vid Concordia, uppmätt med en DIMM Differential Image Motion Monitor placerad ovanpå ett 8,5 meter högt torn, är 1,3 ± 0,8 bågsekunder.
Detta är betydligt bättre än de flesta stora observationsplatser, men liknar andra observatorier i Antarktis. Lawrence et al. överväger andra möjligheter på platsen och drar slutsatsen att "Dome C är den bästa markbaserade platsen för att utveckla ett nytt astronomiskt observatorium".